# Afrin
Afrin (kurdisk: Efrîn; arabisk: عفرين, ‘Afrīn) er en by og et distrikt i provinsen Aleppo i Syrien. Distriktet Afrin omfatter byen med 36.562(2004) indbyggere og 366 omkringliggende landsbyer, bl.a. Katma, Kastall, Kibar og Rajo.
Distriktet  ligger ved bjerget Kurd Dagh. Distriktet har et areal på 2.033 km² og består af syv kommuner: Afrin (center), Jindires, Sharran, Mobetan/Maabatli, Rajo, Bulbul og Shaykh al-Hadid. Afrin betyder "frugtbar skabning" eller "velsignelse" på kurdisk.
Floden Afrin Çayı løber gennem byen.
Den førte modstand mod de franske kolonistyrker kom fra folk nord for Afrin. Byen blev senere udbygget som handelscenter af Frankrig.
Under den syriske borgerkrig trak syriske regeringsstyrker sig tilbage fra byen i sommeren 2012. Folkets forsvarsenheder (YPG) tog kontrol over byen kort tid efter.
Efterfølgende udførte Tyrkiet militæroperationen Olive Branch (Zeytindali operasyonu) sammen med den frie syriske hær, og tog således kontrollen over Afrin.

## Etablering af Afrin Canton
Afrin Canton blev erklæret de facto selvstændig den 29. januar 2014, hvor kurdere udgjorde den største etniske gruppe. Afrins Cantons administrative center er byen Afrîn. Lederen af Afrin Canton er Hêvî Îbrahîm. Ifølge Rojava-forfatningen erklærede Afrins Cantons lovgivende forsamling på sit møde den 29. januar 2014 autonomi. Siden har Afrin Cantons område næsten ikke været berørt af borgerkrigen i Syrien. Cantonen har imidlertid på forskellige tidspunkter været mål for artilleribeskydning af forskellige islamistiske grupper og Tyrkiet. Som reaktion herpå har russiske tropper været stationeret i Afrin som led i en aftale om at beskytte YPG mod yderligere tyrkiske angreb.

## Operation Olivengren
Den tyrkiske regering oplyste om starten af offensiven den 19. januar 2018, hvor den tyrkiske forsvarsminister Nurettin Canikli udtalte: "Operationen er indledt med grænseoverskridende beskydning." Han tilføjede at ingen tropper havde krydset grænsen ind i Afrin. Tyrkiet intensiverede senere sin beskydning. Folkets forsvarsenheder (YPG) oplyste at 70 granater havde ramt i løbet af natten. Efter en daglang beskydning udførte tyrkiske jagerfly den 20. januar 2018 luftangreb på grænsedistriktet, der var målrettet mod PYD- og YPG-gruppernes tilholdssteder.
De Syriske menneskeretsobservatører udtalte, at 14 personer på et hospital var blevet såret på grund af beskydning fra de Syriens Demokratiske Styrker (SDF). Tyrkiske medier rapporterede, at 20 busser med tyrkisk støttede syriske oppositionsoprørere var krydset ind i Syrien gennem Öncüpınar-grænseovergangen. En AFP-fotograf udtalte, at 30 busser med syriske krigere også havde krydset Cilvegözü-grænseovergangen.

## Ekstrene henvvisninger
- Wikimedia Commons har flere filer relateret til Afrin